# Blaseowitz
Blaseowitz, polnisch Błażejowice, ist eine Ortschaft in der Landgemeinde Czissek (Cisek) im Powiat Kędzierzyńsko-Kozielski der Woiwodschaft Opole (Oppeln) in Polen.

## Geographie
Blaseowitz liegt 10 km südlich von  Czissek, 17 km südlich von Kędzierzyn-Koźle (Kandrzin-Cosel) und 56 km südlich von Opole (Oppeln).

## Geschichte

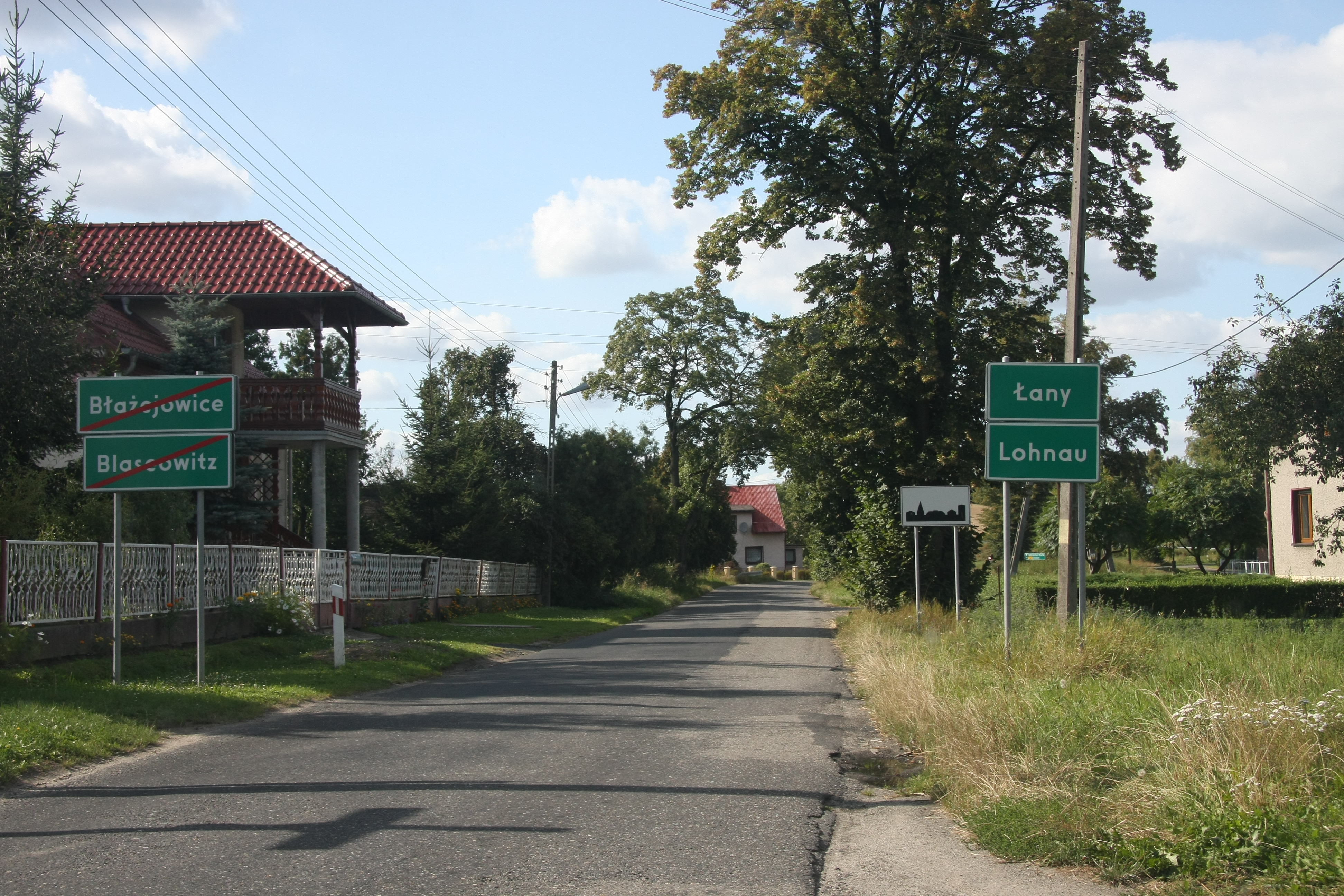
Ortstafeln am Ortsausgang

Der Ort wurde 1440 erstmals urkundlich als Von Blazegowitz erwähnt. 1563 war der Ort Eigentum von Nikolaus Lassot, ihm folgten die Grafen von Oppersdorf. 1830 hatte der Ort 219 Einwohner.
Bei der Volksabstimmung am 20. März 1921 stimmten 140 Wahlberechtigte für einen Verbleib bei Deutschland und 160 für Polen. Blaseowitz verblieb aber mit dem gesamten Stimmkreis Cosel beim Deutschen Reich. 1925 hatte der Ort 399 Einwohner. 1935 wurde der Ort in Altweiler umbenannt. Bis 1945 befand sich der Ort im Landkreis Cosel.
1945 kam der bisher deutsche Ort unter polnische Verwaltung, wurde in Błażejowice umbenannt und der Woiwodschaft Schlesien angeschlossen. 1950 wurde Blaseowitz Teil der Woiwodschaft Oppeln und 1999 des wiedergegründeten Powiat Kędzierzyńsko-Kozielski. Am 11. Oktober 2007 erhielt der Ort zusätzlich den amtlichen deutschen Ortsnamen Blaseowitz, im September 2008 wurden zweisprachige Ortsschilder aufgestellt.

## Vereine
- Deutscher Freundschaftskreis